# Matthew Brennan
Matthew Brennan (né le 6 août 2005) est un coureur cycliste britannique. Il court sur route et sur piste.

## Biographie
En 2022, Matthew Brennan rejoint l'équipe junior Fensham Howes-MAS, dirigée par Giles Pidcock, père de Tom Pidcock. Après son premier podium lors de la saison 2022, il fait sa percée internationale en junior (17/18 ans) en 2023. Sur route, il remporte le classement général de deux courses par étapes : la Guido Reybrouck Classic et le Keizer der Juniores. Sur piste, il remporte trois médailles d'argent aux championnats d'Europe juniors. Aux championnats du monde sur piste juniors, il remporte titre sur la poursuite individuelle en établissant un nouveau record du monde junior en 3 minutes et 7,092 secondes. Il remporte également le titre sur la course à l'américaine avec Ben Wiggins. Au niveau national, en septembre, il devient champion de Grande-Bretagne de course dernière derny.

### Visma Lease a Bike (depuis 2024)

#### 2024
Pour la saison 2024, Brennan rejoint l'équipe réserve de la formation World Tour Visma-Lease a Bike. À seulement 18 ans, il gagne coup sur coup ses deux premières courses, l'Umag Trophy et le Poreč Trophy. En mai, il termine au sprint troisième du Circuit de Wallonie. Ses bonnes performances lui permettent de signer un contrat de trois ans avec l'équipe World Tour Visma-Lease a Bike à partir de 2025.

#### 2025
Le 20 mars 2025, il signe son premier succès dans le peloton professionnel en s'imposant au sprint sur le Grand Prix de Denain. Quatre jours plus tard, il s'impose sur la 1re étape du Tour de Catalogne en étant revenu sur Tibor Del Grosso dans les derniers mètres à Sant Feliu de Guíxols et endosse le maillot vert et blanc de leader du classement général. Il s'agit de sa première victoire dans une course de l'UCI World Tour. Le lendemain, il termine deuxième du sprint de Figueras et conserve la première place du classement général. Dépossédé de ce maillot le lendemain, il gagne la 5e étape à Amposta mais est non partant le lendemain. Le 30 mai, il remporte la 2e étape du Tour de Norvège et s'empare du maillot orange de leader du classement général. Encore vainqueur de la 4e et dernière étape à Stavanger, il remporte le Tour de Norvège.

## Palmarès sur route

### Carrière amateur
- 2023
  - Classement général de la Guido Reybrouck Classic
  - Keizer der Juniores :
    - Classement général
    - 1re étape

  - 3e du championnat de Grande-Bretagne du contre-la-montre juniors
- 2024
  - Umag Trophy
  - Poreč Trophy
  - 8e étape du Tour d'Italie espoirs
- 2025
  - Tour des 100 Communes
  - Grand Prix de Lillers-Souvenir Bruno Comini

### Carrière professionnelle
- 2024
  - 3e du Circuit de Wallonie
- 2025
  -  Champion de Grande-Bretagne sur route espoirs
  - Grand Prix de Denain
  - 1re et 5e étapes du Tour de Catalogne
  - 1re étape du Tour de Romandie
  - Tour de Cologne
  - Tour de Norvège :
    - Classement général
    - 2e et 4e étapes

  - 5e étape du Tour de Pologne
  - 2e du championnat de Grande-Bretagne sur route

### Classements mondiaux
| Année                                 | 2024 |
| ------------------------------------- | ---- |
| Classement mondial                    | 350e |
|                                       |      |
| Légende : nc = non classéSource : UCI |      |

## Palmarès sur piste

### Championnats du monde juniors
| Édition / Épreuve   | Poursuite | Américaine | Scratch |
| Cali 2023 (juniors) | Or        | Or         | Argent  |

### Championnats d'Europe
| Édition / Épreuve     | Poursuite | Poursuite par équipes | Américaine |
| Anadia 2023 (juniors) | Argent    | Argent                | Argent     |

### Championnats de Grande-Bretagne
- 2023
  -  Champion de Grande-Bretagne de course dernière derny
- 2024
  - 3e de la poursuite